# Pleodendron
Pleodendron is een geslacht uit de familie Canellaceae. De soorten komen voor in Centraal-Amerika en het Caraïbisch gebied.

## Soorten
- Pleodendron costaricense N.Zamora, Hammel & Aguilar
- Pleodendron ekmanii Urb.
- Pleodendron macranthum (Baill.) Tiegh.

Canella · 
Cinnamodendron · 
Cinnamosma · 
Pleodendron · 
Warburgia